# Pariti
Pariti is een bestuurslaag in het regentschap Kupang van de provincie Oost-Nusa Tenggara, Indonesië. Pariti telt 3246 inwoners (volkstelling 2010).